# Alberto Guerra Vidal
Alberto Guerra Vidal (Porto Alegre, 31 de maio de 1872 — Petrópolis, 15 de janeiro de 1947) foi um diplomata, jornalista e poeta e escritor brasileiro.
Formado pela Faculdade de Direito de São Paulo, em 1892, mudou-se para o Rio de Janeiro, onde foi secretário do jornal Rua do Ouvidor. Poeta da vertente simbolista, nesta época começou a publicar suas poesias em jornais e revistas, abusava de palavras raras e grafias complicadas.
Entrou para a carreira diplomática, em 1905, tendo servido em Roma, Buenos Aires, Assunção, Londres, Haia, Berlim e Lisboa. Aposentou-se aos 66 anos e foi residir em Petrópolis, onde faleceu.